# Кючюкёмер, Идрис
Идрис Кючюкёмер (тур. İdris Küçükömer, 1 июня 1925 — 5 июля 1987) — турецкий экономист.

## Биография
Родился 1 июня 1925 года в Гиресуне. Его отец умер когда Идрису было 9 лет. Окончил лицей в Трабзоне, затем — экономический факультет Стамбульского университета. После этого преподавал там же.
В 1960-х годах писал для публиковавшегося левыми кемалистами журнала «Yön».
Критиковал политику «Слева от центра», утверждавшую, что Республиканская народная партия с самого своего основания была социал-демократической. Кючюкёмер в противовес этому доказывал, что РНП всегда была правой партией.